# Gheorghe Țuțuianu
Gheorghe Țuțuianu (n. secolul al XX-lea – d. secolul al XX-lea) a fost un pilot român de aviație, as al Aviației Române din cel de-al Doilea Război Mondial.
Adjutantul stagiar av. (r.) Gheorghe Țuțuianu a fost decorat cu Ordinul Virtutea Aeronautică de război cu spade, clasa Crucea de Aur cu 2 barete (4 noiembrie 1941) pentru că este un „temerar și neobosit în orice misiune. Are 90 ieșiri pe front cu două victorii aeriene: la Dalnik și la Odessa” și clasa Cavaler (6 octombrie 1944).
A fost avansat (în 1944 sau anterior) la gradul de adjutant aviator.

## Decorații
- Ordinul „Virtutea Aeronautică” de Război cu spade, clasa Crucea de Aur cu 2 barete (4 noiembrie 1941)[1]
- Ordinul „Virtutea Aeronautică” cu spade, clasa Cavaler (6 octombrie 1944)[2]